# Houpací kůň

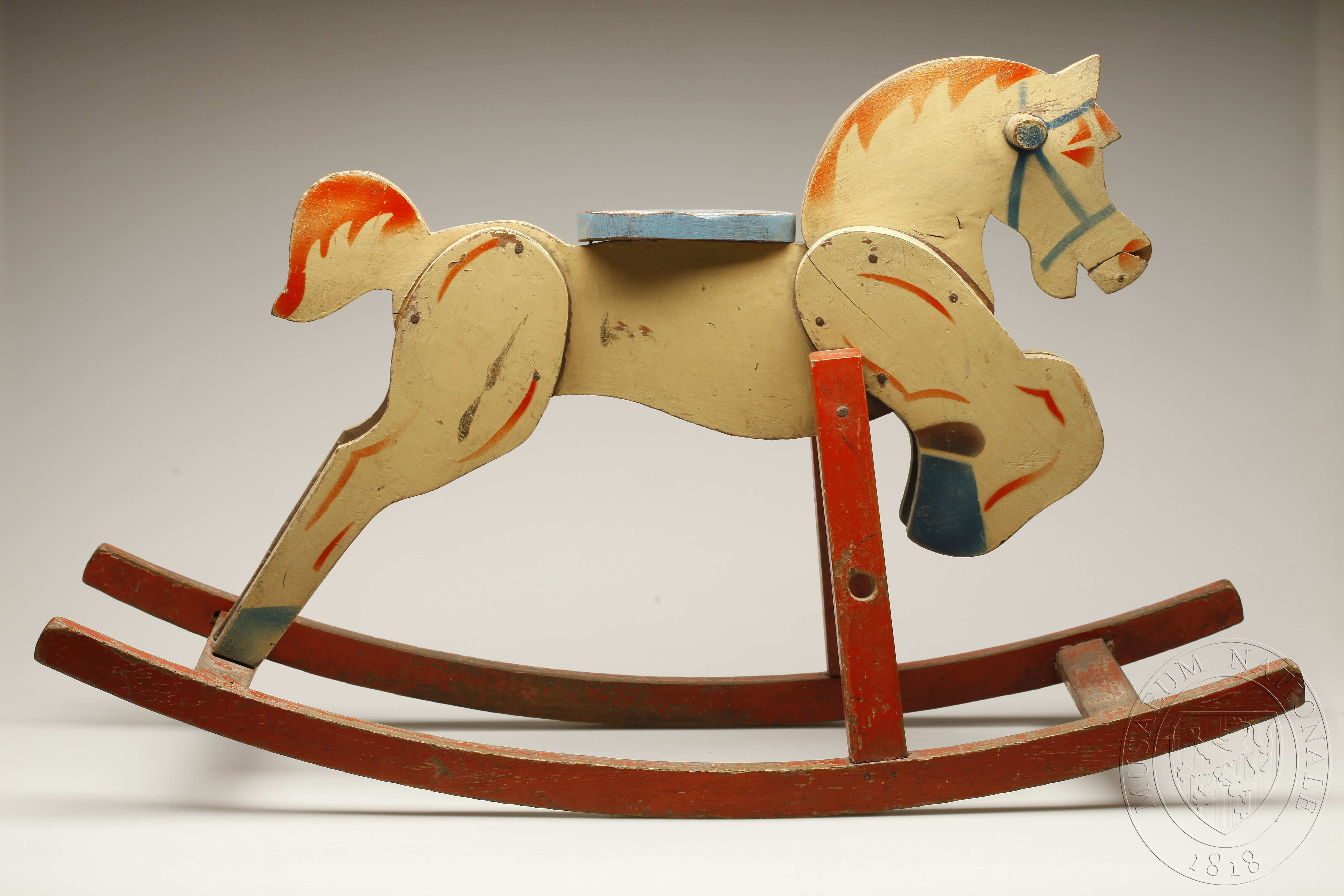

Houpací koník se poprvé objevuje v USA již v 17. století. Koník byl vyráběn z klasických materiálů jako je dřevo, kov a kůže. Koník byl doménou především bohatších rodin. Nohy koníka byly upevněny na ohnuté ližiny, což umožňovalo pohup. 
Do Evropy se koník dostal během 19. století. V tomto století také zažil velký boom.

## Galerie

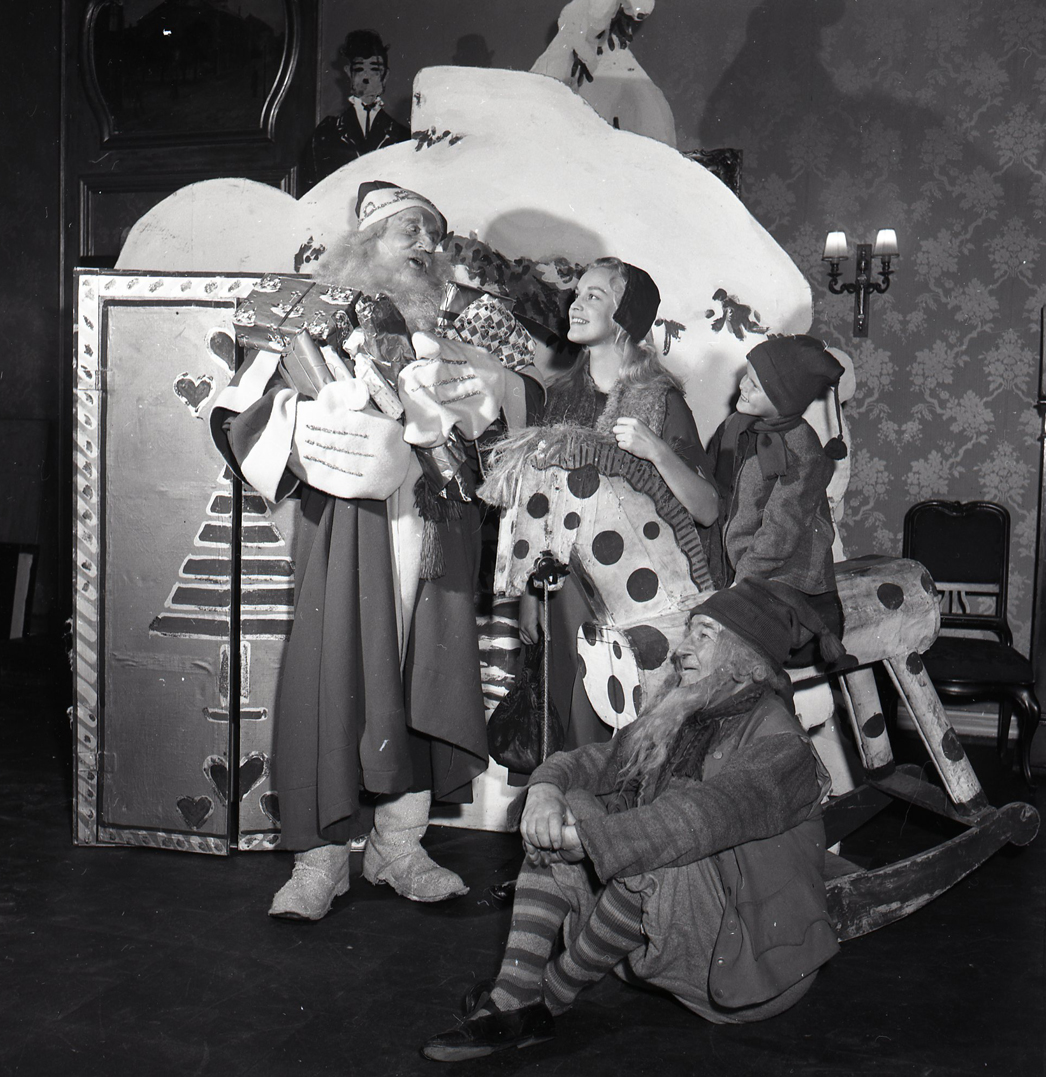